# Auletobius erythroderes
Auletobius erythroderes là một loài bọ cánh cứng trong họ Rhynchitidae. Loài này được Lea miêu tả khoa học năm 1926.